# Dolichopoda paraskevi
Dolichopoda paraskevi är en insektsart som beskrevs av Boudou-saltet 1973. Dolichopoda paraskevi ingår i släktet Dolichopoda och familjen grottvårtbitare. Inga underarter finns listade i Catalogue of Life.